# Костадин Янчев (революционер)
Вижте пояснителната страница за други личности с името Костадин Янчев.
Костадин Янчев е български революционер, член на Вътрешната македоно-одринска революционна организация.

## Биография
Янчев е роден в Нова махала, Сярско, в Османската империя, днес Пепония, в Гърция. Става серски районен подвойовода на Таската Серски. В 1907 година Янчев действа в района южно от град Сяр до езерото Тахино.